# Бохоники (Винницкая область)
Бохо́ники (укр. Бохоники) — село в Винницком районе Винницкой области Украины.
Код КОАТУУ — 0520680503. Население по переписи 2001 года составляет 1690 человек. Почтовый индекс — 23233. Телефонный код — 432.
Занимает площадь 2,727 км².

## История
Основано в 1625 году.

## Религия
В селе действует приходский православный храм Апостола и Евангелиста Иоанна Богослова, который относится к Винницкому районному благочинию Винницкой епархии Православной церкви Украины (с февраля 2019 года).

## Адрес местного совета
23233, Винницкая область, Винницкий р-н, с. Бохоники, ул. Гагарина, 43, тел. 56-96-66; 59-96-81